# Enrique Pérez Lavado
Enrique Pérez Lavado (Maracaibo, 19 de abril de 1951) é um clérigo católico romano venezuelano, desde 2003 bispo de Maturín.

## Biografia
Enrique Pérez Lavado estudou filosofia no Seminário Valmaría na Colômbia e teologia no Seminário Santa Rosa de Lima em Caracas. Obteve a licenciatura em teologia dogmática pela Pontifícia Universidade Gregoriana de Roma. Foi ordenado sacerdote em 25 de julho de 1986 e incardinado na arquidiocese de Maracaibo.
Desempenhou os seguintes cargos pastorais: diretor do Centro Vocacional da Arquidiocese, professor do Seminário Maior, pároco da Catedral, reitor do Seminário Maior, pároco de Santa Lucía, diretor do Secretariado para a Família, professor e diretor espiritual no Seminário Maior, presidente da Comissão Doutrinária da Arquidiocese, encarregado dos candidatos ao diaconado permanente e pároco de San Antonio M. Claret. Foi também membro do Conselho Presbiteral e do Colégio de Consultores da Arquidiocese de Maracaibo durante vários anos.

Em 9 de agosto de 2003, o Papa João Paulo II o nomeou Bispo de Maturín. Foi ordenado bispo no 31 de outubro seguinte, pelo Arcebispo Medardo Luis Luzardo Romero; os co-consagradores foram Ubaldo Ramón Santana Sequera FMI, Arcebispo de Maracaibo, e César Ramón Ortega Herrera, Bispo de Barcelona.